# 王石
王石（1951年1月23日—），男，安徽金寨人，生于广西柳州，中华人民共和国企业家，万科企业股份有限公司创始人及董事會名誉主席，现任深石收购企业有限公司创始人及董事會主席。兰州交通大学（原兰州铁道学院）给排水专业毕业:19。
王石亦擔任中国房地产协会常务理事、中国房地产协会城市住宅开发委员会副主任委员、深圳市房地产协会副会长、深圳市总商会副会长等职。

## 生平
小时候他父亲在郑州铁路局工作，所以王石青少年在郑州长大就读小学和初中，毕业于郑州铁路一中（今郑州市第101中学）。1973年从部队复员回到郑州，他的第一份工作是在郑州铁路局的水电段做锅炉大修车间的工人。1977年畢業于兰州铁道学院给排水专业毕业。
王石的第一桶金来自倒卖火车车皮和香港的进出口贸易（一说倒卖玉米）。2011年3月，万科公司确认王石已赴美游学，王石称他准备在哈佛大学选修城市规划和企业伦理道德两门课程。
2013年9月下旬，当时还是62岁的王石结束了在哈佛大学的两年学习生活。在哈佛选课时选了“资本主义思想史”、“宗教如何影响社会”这些课程。接着转赴英国剑桥大学开始新的学习。
2014年，王石在“亚布力中国企业家论坛夏季高峰会”闭幕仪式的演讲中说：“我的少年时代也在郑州长大，我常常回来，因为我父母在这里。现在我的父母虽然去世了，但我的同学、我的家人、我的姐姐、我的弟弟妹妹还在这里，我要回来。”
2018年11月，王石前往耶路撒冷希伯来大学再次学习。

## 探险运动
王石喜爱登山、滑翔、航海等探险运动。在2001年獲国家体育总局授予“运动健将”称号，并在2002年当选中国登山协会副主席。2002至2004年期间成功登上七大洲的最高峰。
2003年5月，王石随中国业余登山队登上了珠峰，并以53岁刷新了中国最年长登顶珠峰的记录。
2005年的4月和12月他分别滑雪抵达北极点和南极点，从而完成了“登顶世界七大洲最高峰和穿越南北极点”的探险计划。
2010年5月，60岁的王石再次成功登顶珠峰，并刷新了自己保持的中国最年长登顶珠峰的纪录。

## 爭議

### 六四事件前后言行
1989年，王石带领员工在深圳游行，以支持北京的示威者。王石因此被当地政府列入黑名单，并据报道被关押一年。被释放后的几年间，王石起初公开谈论89年，称自己后悔参加游行。在1997年的《时代》和1999年的《华盛顿邮报》的访谈中，他说自己领导游行是个错误。“作为主席，我是一个象征，不是一个个人。如果我要游行，我应该先辞职。”到了2008年《纽约时报》为他做长篇评传时，他已经是中国最富有的人之一。在访谈中，他声称对这段经历完全没有印象。他通过发言人坚称他从未参加过游行。

### 汶川地震捐款
2008年汶川大地震後，萬科集團捐款200萬元，網友覺得太吝嗇，王石在一篇文章中回應稱：「200萬是個適當的數額。中國是個災害頻發的國家，賑災慈善活動是個常態，企業的捐贈活動應該可持續，而不應成為負擔。萬科對集團內部慈善的募捐活動中，有條提示：每次募捐，普通員工的捐款以10元為限。其意就是不要因慈善成為負擔。」
王石因此被戏谑为“王十块“，面对汹涌民意，万科参与四川地震灾区灾后安置及恢复重建工作并通过董事会决议（〈万科〉2008-023），具体包括:（1）批准公司参与四川地震灾区的临时安置、灾后恢复与重建工作，并以绵竹市遵道镇为重点；该项工作为纯公益性质，不涉及任何商业性（包括微利项目）的开发；（2）在净支出额度人民币一亿元以内参与上述工作。

## 家庭
- 父亲王辉，为中國人民解放軍開國上將王震在領導359旅時的下属，曾在新疆生产建设兵团和柳州铁路局等处工作。王震后来率工程兵团到深圳开发特区，王辉也隨之南下，將全家迁到了广州。王震亦是王石的干爹。
- 母親姓石，锡伯族，东北辽宁义县人，与王辉生育有8个子女。
- 前妻王江穗（1954年4月1日-）[10]：为中共广东省委顾问委员会主任王宁之女，王辉与王宁是战友。王石和前妻王江穗育有一女王蔚蓝。
- 二婚田樸珺（1981年2月23日－）：2012年10月，网上傳出王石已和妻子王江穗离婚的消息，而新欢为曾经参演電視劇《甄嬛传》的演员田朴珺。[11]目前与田朴珺已经结婚并育有一女。

## 著作
- 《道路与梦想：我与万科20年》
- 《让灵魂跟上脚步》
- 《徘徊的灵魂》
- 《灵魂的台阶》
- 《大道当然》
- 《我的改变：个人的现代化40年》